# Chiesa di San Giovanni Battista (Torri in Sabina)
La chiesa di San Giovanni Battista è una chiesa cattolica situata nel centro storico di Torri in Sabina; deve il suo nome al patrono del paese, San Giovanni Battista.
Fu costruita nel 1440 e consacrata nel 1516. Essa conserva un manufatto del VI secolo riutilizzato come fonte battesimale, una tela di Vincenzo Camuccini (XIX secolo) raffigurante la Madonna del rifugio, ed importanti tele di scuola umbra.